# Philipp Heinrich Dunker

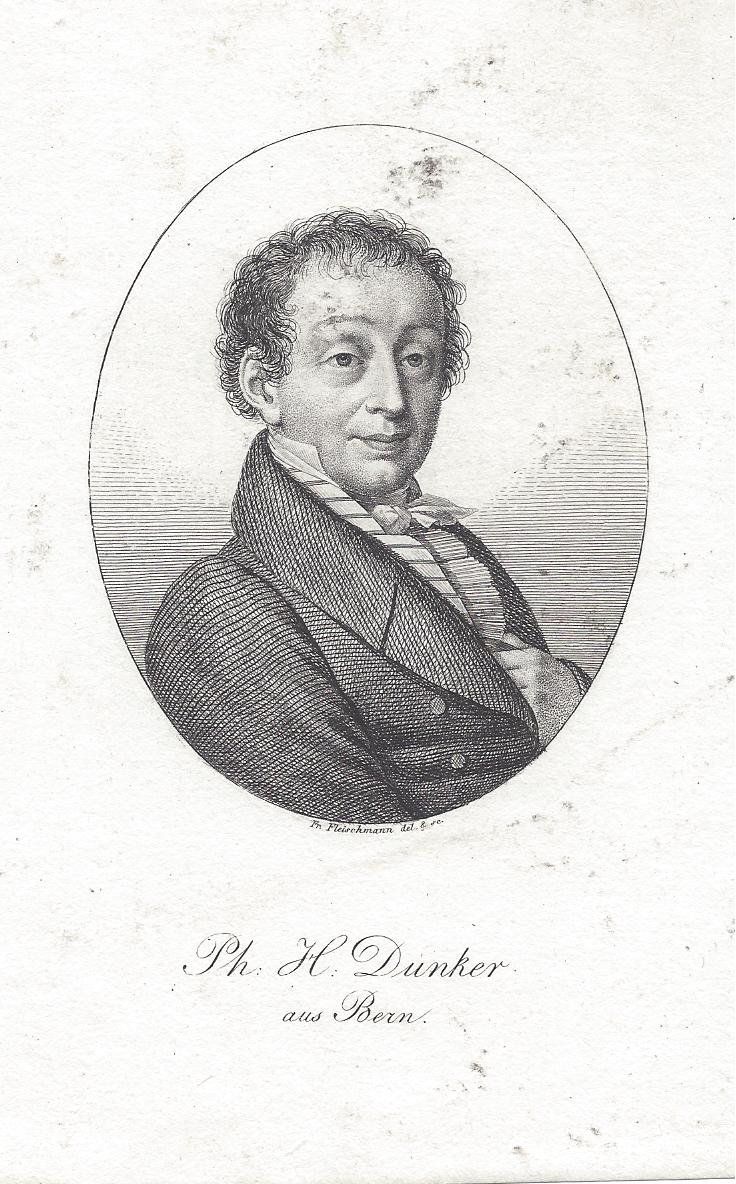
Philipp Heinrich Dunker (Radierung von Friedrich Fleischmann, um 1830)

Philipp Heinrich Dunker (auch: Duncker; * 7. August 1779 in Bern; † 3. Mai 1836 in Nürnberg) war ein schweizerisch-deutscher Landschaftsmaler und Radierer, der überwiegend in Nürnberg wirkte.

## Leben
Philipp Heinrich Dunker war der vierte Sohn des schweizerisch-deutschen Künstlers Balthasar Anton Dunker (1746–1807) und dessen Ehefrau Johanna Franziska Fahrni aus Eriz. Die Paten waren der auf Besuch weilende Philipp Hackert und Heinrich Rieter, deren Vornamen die beiden Vornamen des Täuflings bildeten. Die künstlerische Ausbildung erfolgte beim Vater. 1800 übersiedelte er nach Nürnberg und wirkte für den Verleger Johann Friedrich Frauenholz, in dessen Haus er aufgenommen wurde, als Miniaturaquarellist Schweizer Landschaften. 1804 wurde er Mitglied der Nürnberger Malerakademie. Nach der Etablierung in Nürnberg verlegte er sich auf die Radierung freier Themen, blieb aber thematisch der Schweiz verbunden. Daneben fertigte er Trachtendarstellungen und Genrestiche nach zeitgenössischen Künstlern wie Johann Ludwig Aberli und Johann Adam Klein. Dunker wirkte auch als Illustrator. Bekannt ist seine Mitarbeit letzter Hand an den Vogeldarstellungen in der Naturgeschichte der Vögel Deutschlands von Johann Friedrich Naumann und Johann Andreas Naumann. 1821 wurde er als Zeichenlehrer an der Kunstschule Nürnberg eingestellt.
In den letzten Jahren verlegte sich Philipp Heinrich Dunker ausschließlich auf die Landschaftsmalerei in Öl. Seine Bilder vermarktete er nach dem Tod von Frauenholz auf Subskription. Philipp Heinrich Dunker verstarb 1836 in Nürnberg.

## Werke
- Prospekte aus der Umgebung von Nürnberg, nach Johann Adam Klein, um 1820.
- Ansichten und Grundriss der Anlagen des Schmausenbucks bei Nürnberg, 1833.